# Lista de regiões do Japão

Mapa das regiões do Japão. Do norte para o sul: Hokkaidō (vermelho), Tōhoku (amarelo), Kantō (verde), Chūbu (ciano), Kansai (azul), Chūgoku (laranja), Shikoku (púrpura) e Kyūshū e Okinawa (cinza)

As regiões do Japão não são unidades administrativas oficiais, mas tradicionalmente foram usadas como a divisão regional do Japão em diversos contextos. Por exemplo, os mapas e livros de texto geográficos dividem o Japão nas oito regiões, os relatórios meteorológicos costumam dar o clima por região, e muitas empresas e instituições usam sua região de origem como parte de seu nome (Kinki Nippon Railway, Banco Chūgoku, Universidade de Tōhoku, etc.).   Enquanto o Japão tem oito tribunais superiores, suas jurisdições não correspondem às oito regiões abaixo.

## Regiões
De norte a sul, as regiões tradicionais são:
- Hokkaidō (a ilha de Hokkaidō e ilhas próximas, população: 5.507.456, maior cidade: Sapporo)
- Tōhoku (região) (norte Honshū, população: 9.335.088, maior cidade: Sendai)
- Kantō (região) (Honshū do leste, população: 42,607,376, maior cidade: Tóquio)
  - Ilhas Nanpō: parte da Metrópole de Tóquio (maior vila: Ōshima)
- Chūbu (região) (central Honshū, incluindo Monte Fuji, população: 21,714,995, maior cidade: Nagoya), às vezes dividido em:
  - Hokuriku (região) (noroeste de Chūbu, maior cidade: Kanazawa)
  - Kōshin'etsu (região) (nordeste de Chūbu, maior cidade: Niigata)
  - Tōkai (região) (sul de Chūbu, maior cidade: Nagoya)
- Kansai ou Kinki região (Honshū centro-oeste, incluindo a antiga capital, Quioto, população: 22,755,030, maior cidade: Osaka)
- Chūgoku (região) (oeste de Honshū, população: 7,561,899, maior cidade: Hiroshima)
- Shikoku (ilha, população: 3,977,205, maior cidade: Matsuyama)
- Kyūshū (ilha, população: 14,596,977, maior cidade: Fukuoka) que inclui:
  - Norte de Kyushu: Fukuoka, Saga, Nagasaki e Ōita (maior cidade: Fukuoka)
  - Sul de Kyushu: Kumamoto, Miyazaki e Kagoshima (maior cidade: Kagoshima)
  - Okinawa (maior cidade: Naha)

Cada região contém várias prefeituras, exceto a região de Hokkaidō, que cobre apenas Hokkaidō.

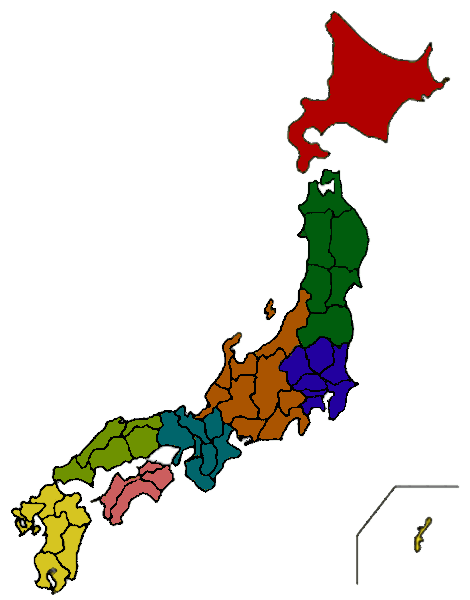
Mapa das Regiões do Japão.